# Two Sigma
Two Sigma Investments è un hedge fund con sede a New York che utilizza per le sue strategie di trading una varietà di metodi tecnologici, tra cui l'intelligenza artificiale, l'apprendimento automatico e il calcolo distribuito. L'azienda è gestita da John Overdeck e David Siegel.
Nel 2023 il fondo gestisce 60 miliardi di dollari.

## Storia
Two Sigma Investments è stata fondata nel 2001 da John Overdeck, David Siegel e Mark Pickard.  Siegel è uno specialista in informatica che dal Massachusetts Institute of Technology che ha lavorato per Tudor Investments mentre Overdeck è una medaglia d'argento alle Olimpiadi internazionali della matematica e che successivamente ha studiato matematica alla Stanford University e ha lavorato per Jeff Bezos agli albori di Amazon.com. I due si incontrarono presso DE Shaw & Co, dove Siegel ricopriva la carica di Chief Information Officer e Overdeck quella di amministratore delegato.  Lasciarono per co-fondare Two Sigma nel 2001. Pickard fu presidente dell'azienda dalla sua nascita fino al suo pensionamento nel 2006.
Secondo Two Sigma, il nome dell'azienda è stato scelto per riflettere la dualità della parola sigma. Un sigma minuscolo indica la volatilità del rendimento di un investimento rispetto a un dato benchmark, mentre un sigma maiuscolo, Σ, denota la somma. Sommando le volatilità delle singole posizioni misurate rispetto al benchmark, secondo il sito web della società Two Sigma può amplificare i segnali di previsione.
Nell'ottobre 2013, Two Sigma Private Investments ha annunciato che si sarebbe unito a Stephen Hannahs per formare Wings Capital Partners, una società di private equity, investimento, consulenza e finanziamento dell'aviazione commerciale.  Nel luglio 2014, è stato annunciato che Simon Yates, responsabile globale delle vendite e del trading di derivati azionari di Citigroup, ha lasciato la banca per unirsi a Two Sigma.
Nel febbraio 2014, Forbes ha riferito che l'ex dipendente di Two Sigma Kang Gao, di 29 anni, è stato perseguito dal procuratore distrettuale di Manhattan ed è accusato di utilizzare un dispositivo di accesso remoto per visualizzare i modelli di trading proprietari di Two Sigma e di aver inviato queste informazioni tramite e-mail al suo account di posta elettronica personale.  Il caso "New York contro Kang Gao" ha portato Gao ad avere 8 mesi di carcere a partire dall'ottobre 2014.  Nel febbraio 2015, Gao si è dichiarato colpevole di "accesso illegale e duplicazione di informazioni proprietarie e riservate relative ai metodi commerciali dell'azienda".
Nel 2016, Two Sigma Investments si è classificato all'11º posto tra i 100 migliori hedge fund di Penta.
Dall’inizio del 2017, Two Sigma aveva utilizzato opzioni di crowdsourcing per trovare segnali di trading. Nel marzo 2017, il fondo stava lanciando un concorso su Kaggle per codificare un algoritmo di trading.
Il fondo gestiva circa 8 miliardi di dollari nel novembre 2011, 23 miliardi di dollari nell'ottobre 2014 e 32 miliardi di dollari alla fine del 2015. A ottobre 2017 il fondo aveva un patrimonio che superava i 50 miliardi di dollari, nel maggio 2019 il patrimonio raggiungeva i 60 miliardi di dollari. Questa cifra è leggermente scesa a 58 miliardi di dollari nell’ottobre 2020, dopo che Two Sigma ha registrato perdite nei premi di rischio, nel rendimento assoluto e nei fondi macro. 

## Tecnologia
Alla fine del 2016, Two Sigma Investments ha fatto ricorso all'intelligenza artificiale chiamandola Halite. Halite è un gioco di programmazione che invita gli appassionati di programmazione a costruire robot intelligenti il cui obiettivo è ottenere il controllo di una griglia virtuale. A causa del successo di Halite I, Two Sigma ha deciso di sviluppare una seconda stagione di Halite chiamata Halite II. In questa versione, svolta da ottobre 2017 a gennaio 2018, i giocatori hanno gareggiato per il controllo dei pianeti utilizzando le navi. Nell'ottobre 2022, Two Sigma è diventato un operatore di nodi Chainlink per aiutare ad espandere i casi d'uso dei contratti intelligenti ibridi basati su blockchain.